# 上新城乡
上新城乡，是中华人民共和国云南省红河哈尼族彝族自治州元阳县下辖的一个乡镇级行政单位。

## 行政区划
上新城乡下辖以下地区：
新城村、采山坪村、兴隆街村、瓦灰城村、风口村、小土龙村、同春山村、复兴村、箭竹林村和风口山村。